# Spaniens statsskick
| Spaniens statsskick |
| --- |
| - Betydelse – statsskicket i Spanien - Karaktär – konstitutionell monarki med starka federala inslag - Maktdelning – statschefen (Spaniens kung) föreslår regeringschef, tvåkammarparlamentet (senaten och deputeradekammaren) godkänner kandidaten, regeringschefen (Spaniens premiärminister) leder regeringen, decentraliserad makt till 17 autonoma regioner |

Spaniens statsskick definierar enligt 1978 års författning som en konstitutionell monarki. Statschef är kung Felipe VI, och regeringen leds sedan 2011 av premiärminister Pedro Sánchez. En stor del av den faktiska makten sköts dock på regional nivå, av de autonoma regionerna, vilket i praktiken gör styret mycket likt en federation.

## Maktdelning
Spanien är en konstitutionell monarki. I det centrala styret finns en monark (Spaniens kung), ett parlament (Cortes Generales med två kamrar) samt en regering där regeringschefen på svenska benämns premiärminister. Till domstolsväsendet hör bland annat en författningsdomstol.
På regional och lokal nivå finns 17 autonoma regioner, var och en indelad i en till nio provinser. Drygt 8 000 kommuner utgör den minsta territoriella politiska enheten.
| Senaten och deputeradekammaren utgör tillsammans Spaniens parlament. |  | Senaten och deputeradekammaren utgör tillsammans Spaniens parlament. |
| Senaten och deputeradekammaren utgör tillsammans Spaniens parlament. |  |                                                                      |

| Spaniens statschef är Felipe VI. (sedan 2014), medan regeringschefen sedan 2011 är Mariano Rajoy. |  | Spaniens statschef är Felipe VI. (sedan 2014), medan regeringschefen sedan 2011 är Mariano Rajoy. |
| Spaniens statschef är Felipe VI. (sedan 2014), medan regeringschefen sedan 2011 är Mariano Rajoy. |  |                                                                                                   |

Sedan den idag gällande författningen antogs 1978 har Spanien delegerat det mesta av de centrala maktfunktionerna till de autonoma regioner. Bland statsfunktioner som fortfarande helt sköts centralt är försvar, utrikespolitik och beskattning. Utbildning och kulturpolitik sköts på regional nivå, medan polisväsendet är uppdelat på centrala (Guardia Civil och Policía Nacional) och regionala enheter. I en del regioner finns även andra typer av administrativa enheter, som i Katalonien med dess comarcor (motsvarar i praktiken närmast kommunförbund).

### Statschefens befogenheter
Kungen är statschef. Han har främst en symbolisk funktion och har ingen egentlig beslutanderätt. Hans handlingar är reglerade och giltigheten av dem bestäms genom godkännande av behörig myndighet, som i förekommande fall är premiärministern, presidenten för deputeradekammaren, eller en minister.

## Val i Spanien

### Allmänna val
Det finns fyra olika val i Spanien: allmänna (parlaments)val, val till de autonoma legislaturerna, lokalval och val till Europaparlamentet. 
Allmänna val och val till de autonoma legislaturerna utlyses efter att mandattiderna för den nationella eller regionala legislaturen gått ut, vanligtvis fyra år efter senaste val, fast tidigare val kan förekomma. Val till lokala nämnder (kommun, provins eller ö) och till Europaparlamentet hålls på bestämda datum. De flesta valen är proportionella.
Spaniens parlament Cortes Generales består av ett underhus, Congreso de los Deputados med 350 platser, och ett överhus, Senado de España med 208 platser.
Var och en av de 50 spanska provinserna och de autonoma städerna Ceuta och Melilla bildar oberoende valkretsar. Till varje provins hör genom lag 2 mandat och 1 mandat vardera till de autonoma städerna, vilket sammanlagt blir 102. De återstående 248 mandaten, som tillsammans med de nämnda bildar en total av 350, fördelas proportionellt enligt folkmängden i respektive provins. Soria är den minsta med endast 2 mandat, medan Madrid är den största och har 36 (2 + 34).
Mandaten fördelas genom d’Hondts metod som tillämpas på varje valkrets för sig, och med en tröskel på 3 procent.
Valet till senaten bygger på blockröstning, det vill säga att det vinnande partiet tillsätter alla de 208 platserna.[källa behövs]

### Val av premiärminister
Efter allmänna val föreslår kungen för parlamentet att ledaren för det största partiet eller den största koalitionen utses till regeringschef. På förslag från regeringschefen utser kungen även vice regeringschefer.
Den spanska titeln Presidente del Gobierno, bokstavligen översatt: regeringens ordförande, eller konseljpresident, brukar i svenska och engelskspråkiga översättningar kallas för premiärminister.